# Ушков, Евгений Борисович
Евге́ний Бори́сович Ушко́в (16 апреля 1976, Новосибирск, СССР) — российско-казахстанский хоккеист, игравший на позиции защитника. Завершил игровую карьеру в 2007 году. В настоящее время работает детским тренером в системе новосибирской «Сибири». В составе сборной Казахстана является серебряным призёром Азиатских игр.

## Карьера

### Клубная карьера
Евгений Ушков является воспитанником новосибирской «Сибири». Уже в 17 он дебютировал в главной команде города. За первые два сезона в составе «Сибири», выступающей в Межнациональной хоккейной лиги (МХЛ), Евгений не сумел набрать ни одного результативного балла. Лишь в сезоне 1996/97 защитник отметился результативным действием, забросив одну шайбу. В 1998 году «Сибирь» покинула Суперлигу и Ушкову предстояло играть в Высшей лиге. Несмотря на понижение уровня лиги защитник не сумел проявить себя, проведя за два сезона лишь 22 игры в «основе».
С 2001 года хоккеист начал выступать за клуб «Янтарь». В своем первом сезоне за команду из Северска защитник стал худшим по показателю «плюс-минус» — «-34». В следующих сезонах Евгений показывал более уверенную игру. Ушков вернулся в «Сибирь», но проявить себя ему помешала травма. В итоге игрок перешёл в команду «Казахмыс». В составе казахстанской команды Ушков чередовал выступление в Высшей лиге и чемпионате Казахстана. Вместе с командой Евгений стал серебряным и бронзовым призёром чемпионата Казахстана. В 2006 году «Казахмыс» впервые в своей истории стал чемпионом страны, а годом ранее стал обладателем национального Кубка. Всего в составе «Казахмыса» Евгений провёл 5 сезонов и 2008 году покинул клуб.
С сезона 2008/09 Ушков начал выступать за другой клуб их Казахстана — «Казцинк-Торпедо». Однако в новом клубе надолго защитник не задержался: уже по ходу он решил перейти нижнетагильского «Спутника», тренерами которого стали партнёры по «Казахмысу». Впоследствии Ушков жалел из-за этого своего перехода. С 2009 года начал выступать за «Иртыш» из Павлодара. Евгений провёл в клубе три года, после которых завершил игровую карьеру.

### Международная карьера
Ушков дебютировал за сборную Казахстана в 2004 году в матчах Еврочелленджа. В 2007 году Евгений попал в заявку сборной для участия на Азиатских играх 2007 в Чанчуне. Вместе с национальной командой он завоевал серебряные медали. В этом же году Ушкова принял участие первом дивизионе чемпионата мира. Казахстанцам не удалось в итоге пробиться в элиту. Не получилось это сделать и в следующем году, где Ушков сумел набрать уже не одно, а три очка. После 2008 года Евгений только раз вызывался в сборную страны. Он принял участие в трёх матчах Олимпийской квалификации 2010, однако отобраться на Олимпийские игры сборной Казахстана не удалось.

## Игровая статистика
| Легенда | Легенда                    | Легенда | Легенда                   | Легенда | Легенда    |
| ------- | -------------------------- | ------- | ------------------------- | ------- | ---------- |
| И       | Количество проведённых игр | Штр     | Штрафное время            | +/−     | Плюс-минус |
| Г       | Голы                       | П       | Голевые передачи          | О       | Очки       |
| -       | Статистика неизвестна      | —       | Статистика не учитывалась |         |            |

### Клубная
- a В «Регулярном сезоне» учитывается статистика игрока совместно с Переходным турниром.

## Достижения
Командные
| Год        | Команда   | Достижение                                  | Достижение |
| ---------- | --------- | ------------------------------------------- | ---------- |
| 2004       | Казахмыс  | Бронзовый призёр чемпионата Казахстана (2)  |            |
| 2010       | Иртыш     | Бронзовый призёр чемпионата Казахстана (2)  |            |
| 2005, 2007 | Казахмыс  | Серебряный призёр чемпионата Казахстана (3) |            |
| 2012       | Иртыш     | Серебряный призёр чемпионата Казахстана (3) |            |
| 2005       | Казахмыс  | Победитель Кубка Казахстана                 |            |
| 2006       | Казахмыс  | Чемпион Казахстана                          |            |
| 2007       | Казахстан | Серебряный призёр Азиатских игр             |            |